# Haematopota annandalei
Haematopota annandalei är en tvåvingeart som beskrevs av Ricardo 1911. Haematopota annandalei ingår i släktet Haematopota och familjen bromsar. Inga underarter finns listade i Catalogue of Life.